# Autocar
Ne doit pas être confondu avec Autobus.
Pour les articles homonymes, voir Car.
Pour l’article ayant un titre homophone, voir Ottokar.
Un autocar, aussi appelé car en Europe et autobus voyageur au Canada, est un moyen de transport routier pouvant accueillir confortablement plusieurs voyageurs pour de moyennes et longues distances, notamment pour des liaisons interurbaines (dessertes régulières), les voyages touristiques (autocar de tourisme), et les transports scolaires.
La différence avec les autobus réside surtout dans le fait que ces derniers sont conçus pour effectuer des trajets moins longs que les autocars. Le terme « autobus », en Europe, fait référence à un usage urbain ou périurbain, dans lequel la vitesse des véhicules est relativement faible et les arrêts fréquents. On y autorise donc la station debout. Ces véhicules comportent en outre plusieurs portes pour la montée et la descente des voyageurs.
Les autocars sont équipés de soutes dans lesquelles les passagers peuvent déposer leurs bagages encombrants. Ces soutes sont situées sous l'habitacle et, par conséquent, les autocars sont sensiblement plus hauts que les autobus. Pour les longues liaisons (souvent de nuit), certains autocars disposent de toilettes et de couchettes ou de sièges inclinables.
Un autocar en Angleterre au début du XXe siècle désigne tout autant un autorail qu'un bus.

## Historique

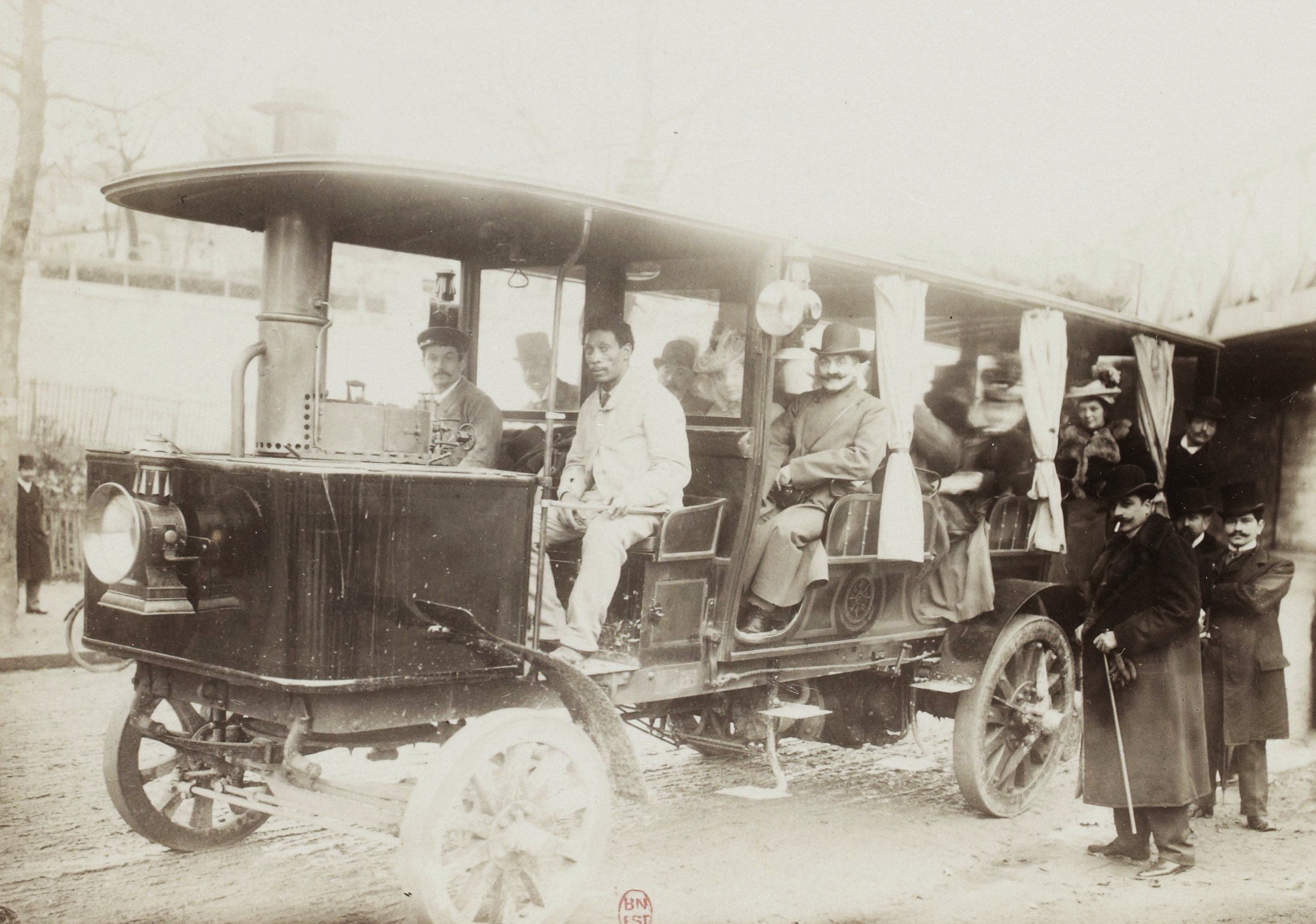
Un break à vapeur De Dion-Bouton en 1898, un ancêtre de l'autocar.

À l'origine en américain de 1873, le mot car désigne la remorque pour passagers d'un tramway ce qui la distingue d'un wagon de train, puis autocar désigne un véhicule motorisé en français de 1928.
Partout dans le monde occidental à l'époque des locomobiles se développe des véhicules sans infrastructure de voirie nécessaire : La traction à vapeur sur route (en) à partir de 1800. Les moteurs à pétrole ont équipé ces véhicules de transport en commun au XXe siècle.

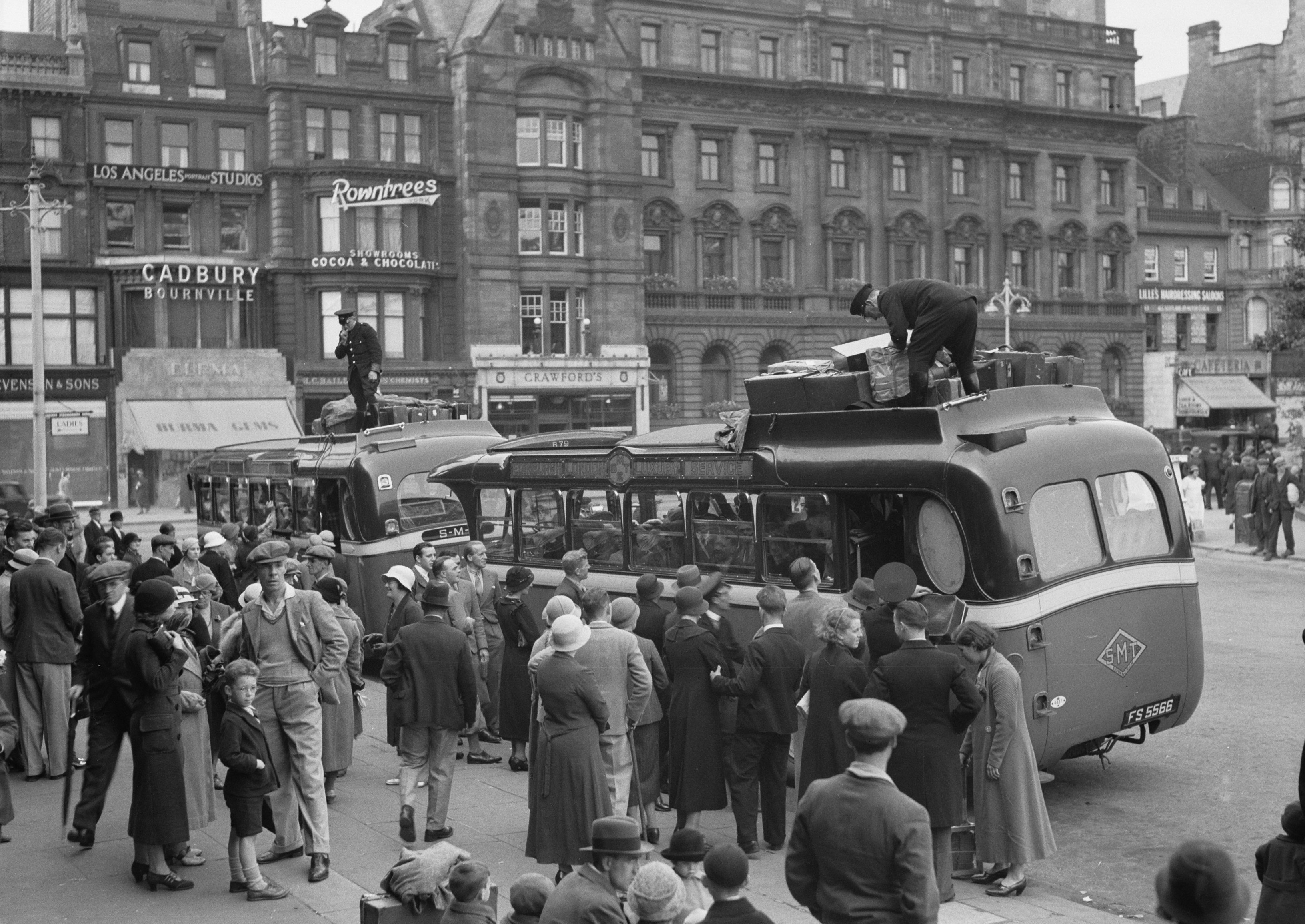
En 1934, sur Princes Street, à Édimbourg, en Écosse, on s'active à arrimer des bagages sur le toit d'autocars d'une ligne de la compagnie SMT, avant leur départ pour Londres. Photographie Willem van de Poll.

En 1947, l'Espagne crée une loi sur les transports qui considère comme un service public le transport par autocar. De ce fait, le transport par autocar est confié par l’État et les régions autonomes à des sociétés selon un régime de concessions.
Le 7 août 2015, en France, la Loi pour la croissance, l'activité et l'égalité des chances économiques dite loi Macron est promulguée ; elle autorise l'ouverture à la concurrence du transport par autocar.
En septembre 2015, en France, la ceinture de sécurité et l'éthylotest antidémarrage deviennent obligatoires,,.
À la suite de l'accident de Puisseguin survenu en 2015, le BEA-TT a proposé de mettre à jour le règlement ONU 118.
Le 16 octobre 2018 entre en vigueur l'amendement de règlement ONU 118 Prescriptions techniques uniformes relatives au comportement au feu et/ou à l’imperméabilité aux carburants ou aux lubrifiants des matériaux utilisés dans la construction de certaines catégories de véhicules automobiles. Il concerne les véhicules de la catégorie M3, classes II et III.

## Différences avec l'autobus

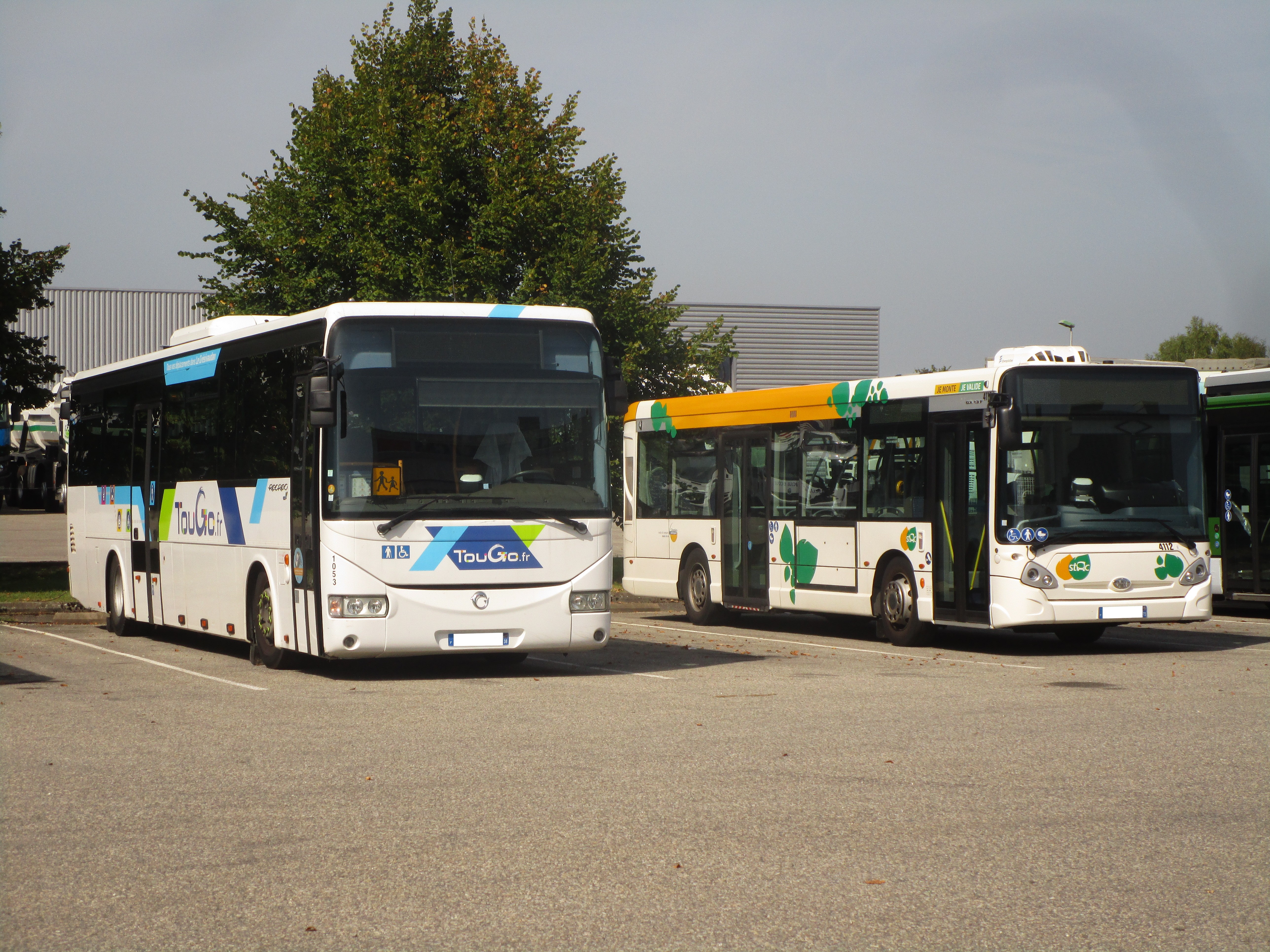
À gauche, un Irisbus Récréo (autocar) ;
À droite, un Heuliez GX 137 (autobus).

| | 22 < passagers                       | 8 < passagers <22 |
| --- | ------------------------------------ | ----------------- |
| Autobus | Classe 1 (aucune place assise)       | Classe A          |
| Autobus | Classe 2 (deux types de place)       | Classe A          |
| Autocar | Classe 3 (places assises uniquement) | Classe B          |
| La classification UNECE différencie les bus selon le type de places, assises ou non, mais ne nomme pas la catégorie autrement que par le concept de classe. |                                      |                   |

### Autocar
Dans un autocar, les voyageurs sont tous obligatoirement assis (hormis en zone urbaine où ceux-ci peuvent être debout). La directive 2003/20/CE du Parlement européen impose d'ailleurs l'usage des ceintures de sécurité dans les autocars qui en sont équipés (ceux qui dans l'Union européenne ont été mis en circulation après le 1er octobre 1999 pour les autocars de plus de 3,5 tonnes et en octobre 2001 pour les autocars de moins de 3,5 tonnes). Le Code de la route français a été modifié dans ce sens en juillet 2003. Depuis le 1er septembre 2015, tous les autocars français doivent obligatoirement être équipés de ceintures de sécurité.
Les autocars sont équipés de soutes dans lesquelles les passagers peuvent déposer leurs bagages encombrants. Ces soutes sont situées sous l'habitacle et, par conséquent, les autocars sont sensiblement plus hauts que les autobus. Exception des autocars à plancher bas, tel que l'Iveco Bus Crossway LE. Pour les longues liaisons ou tourisme, certains autocars disposent de toilettes, cuisinettes et de couchettes ou de sièges inclinables.

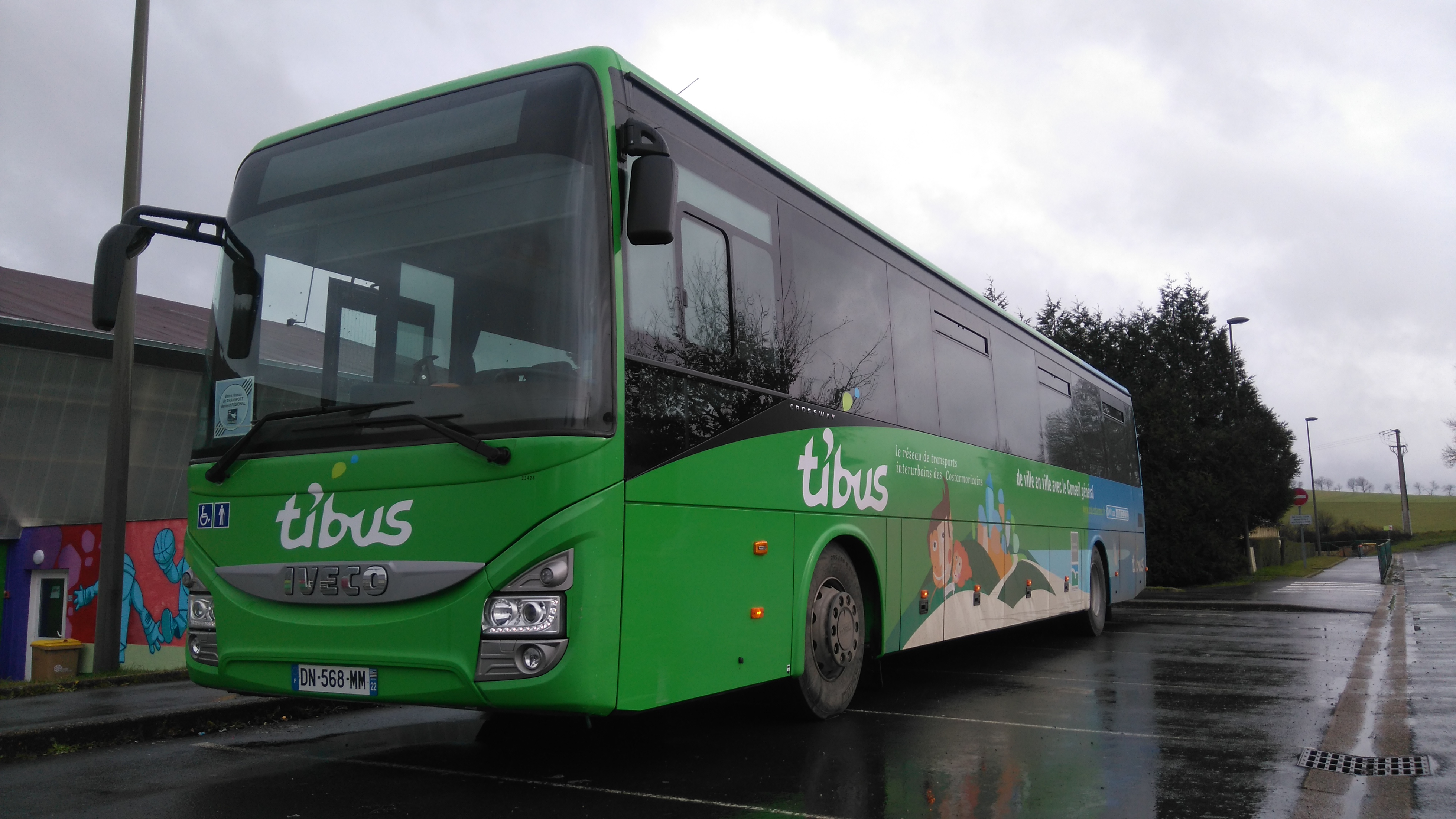
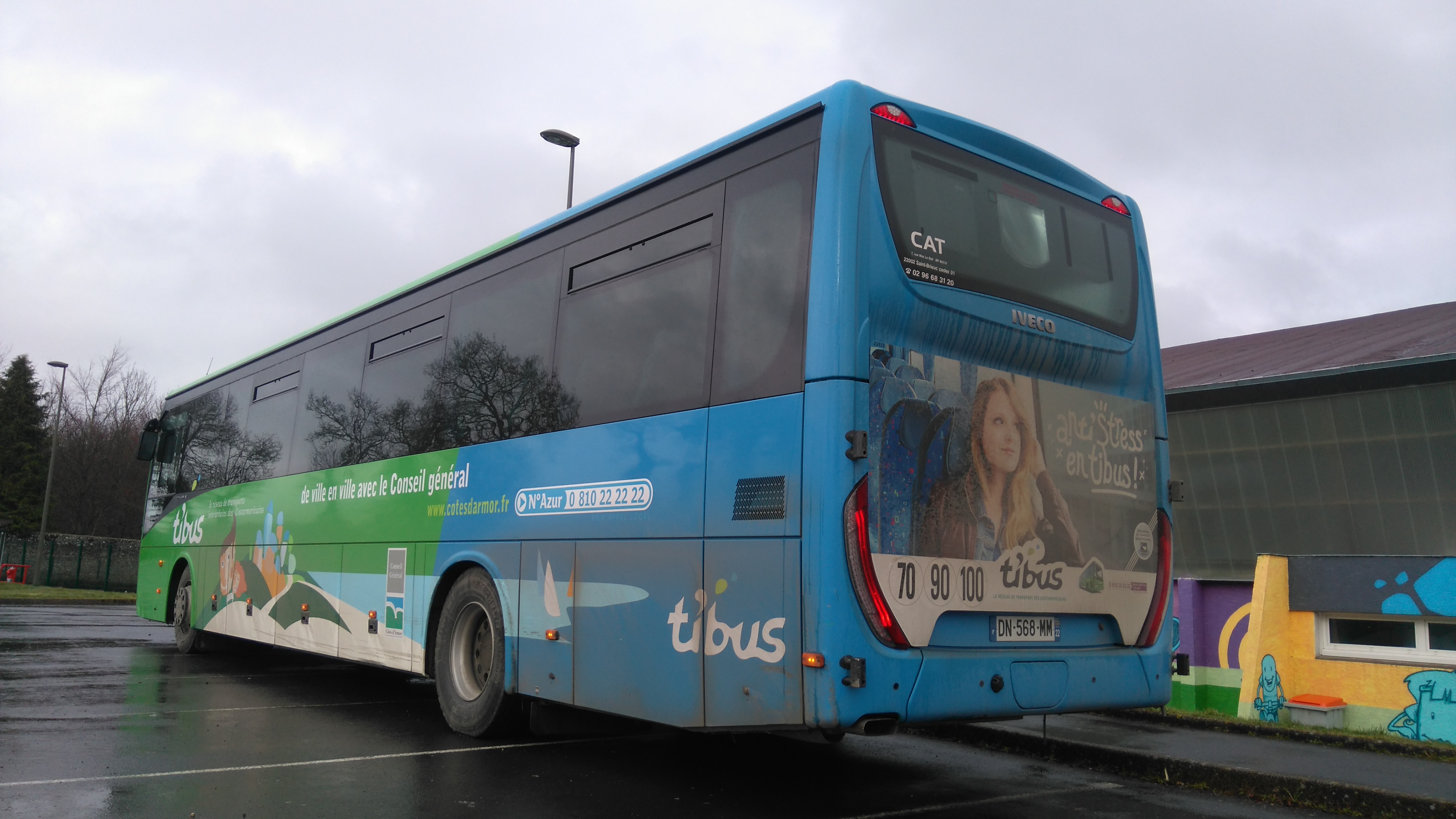
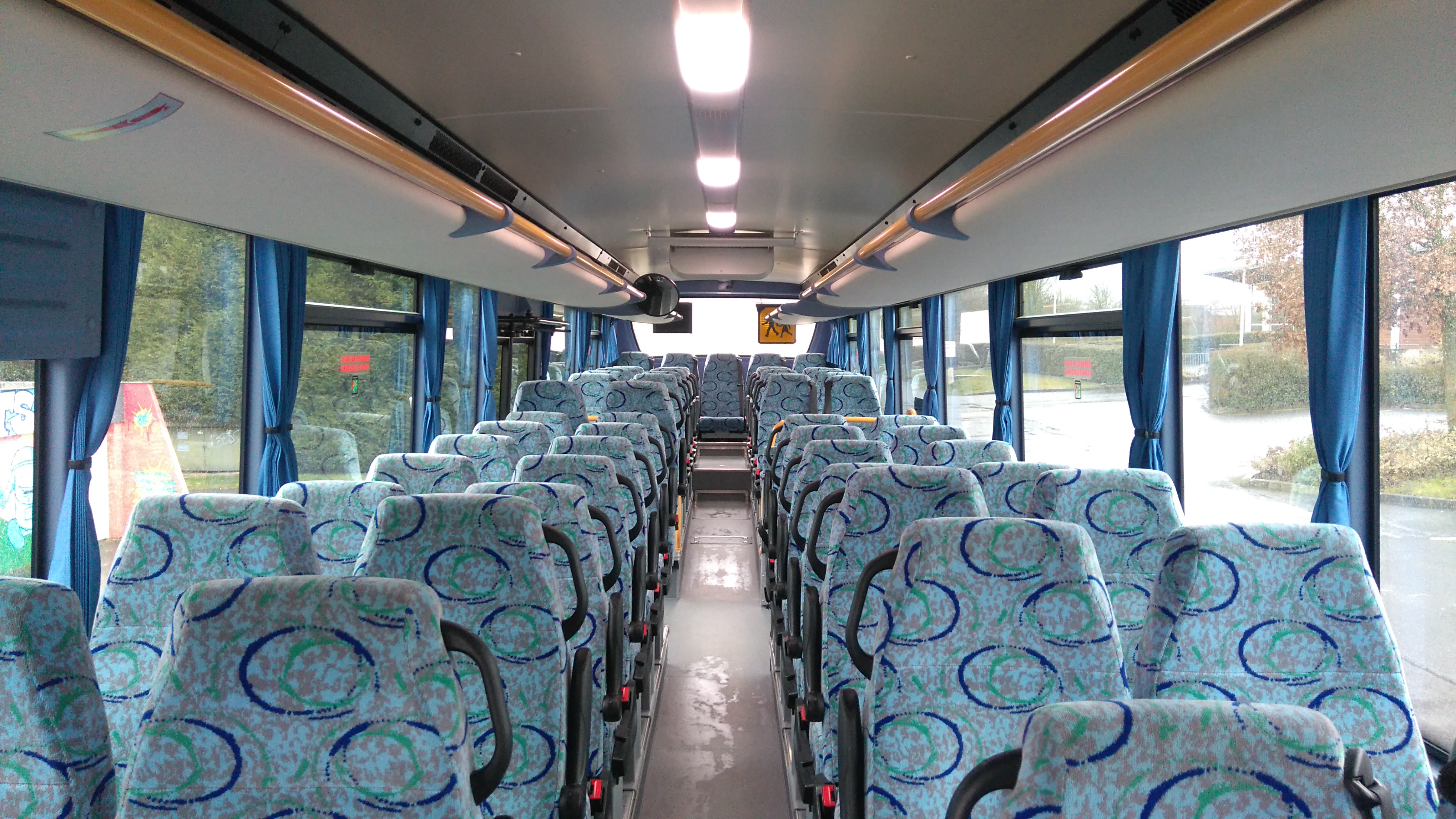

### Autobus
Un autobus est affecté au transport urbain ou périurbain. Il est conçu pour effectuer des trajets moins longs que les autocars avec des arrêts fréquents. Sa vitesse est relativement faible. On y autorise la station debout. Il comporte plusieurs portes pour la montée et la descente des voyageurs. Il est généralement interdit sur voie autoroutière et ne peut pas toujours emprunter les rocades des grandes villes sauf s'il s'y comporte comme les autres véhicules, en évitant de s'arrêter et de charger ou décharger des passagers.
Il est souvent à boîte de vitesses automatique. Les plus récents sont surbaissés pour faciliter la montée et la descente des passagers à mobilité réduite (handicapés, personnes âgées, personnes avec poussettes) et peuvent s'incliner vers le trottoir. Certains sont même munis d'une rampe rétractable allant jusqu'au sol.

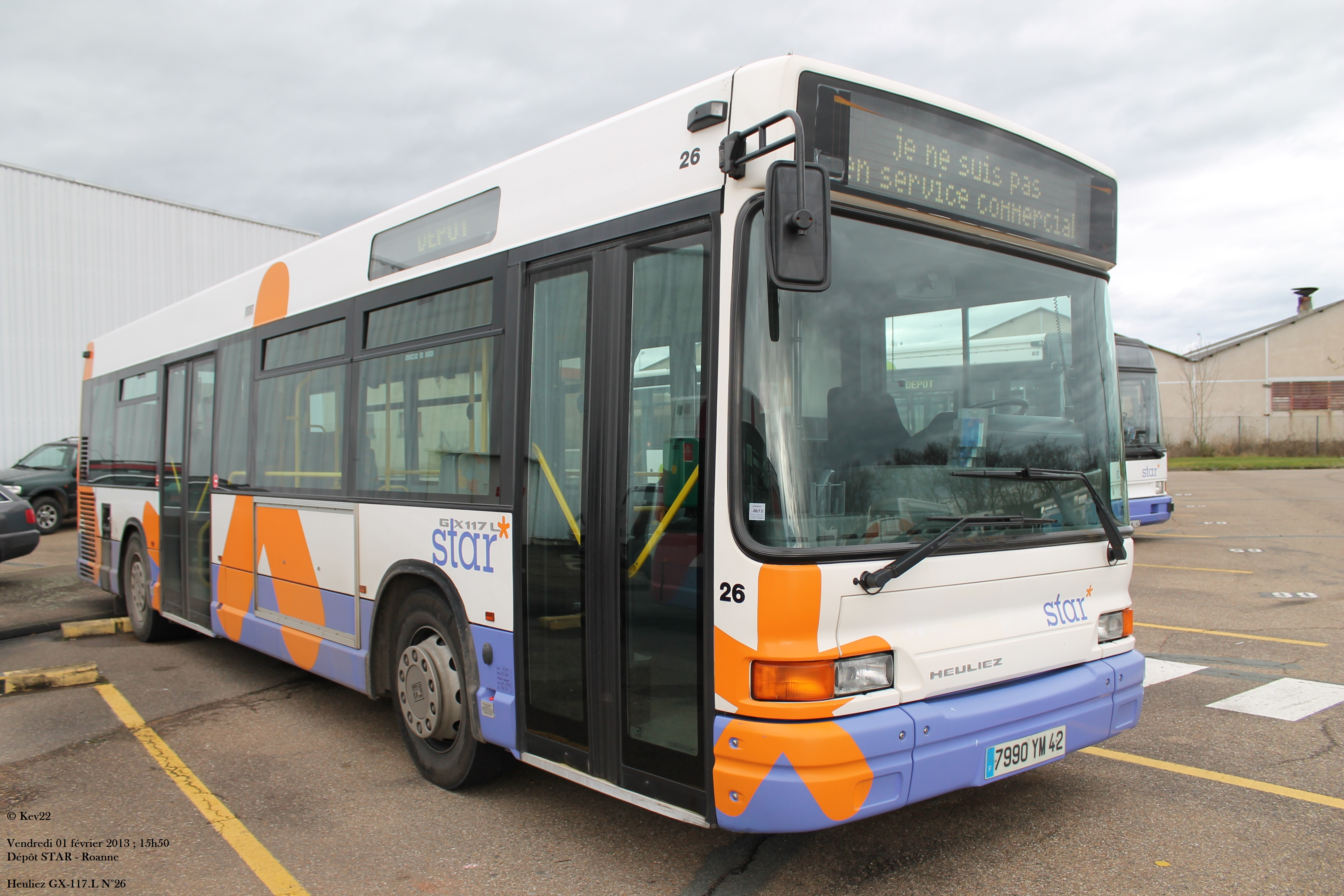
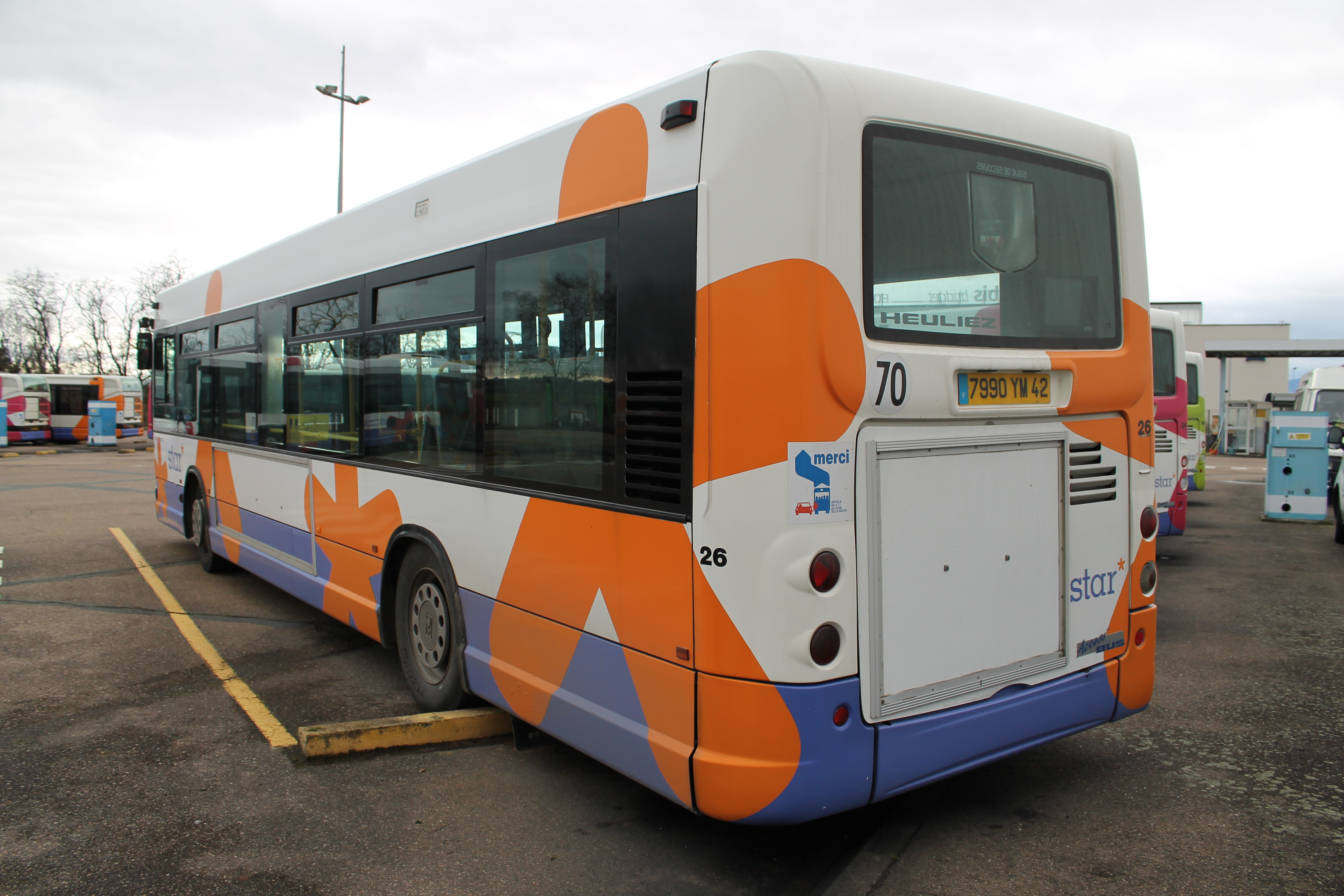
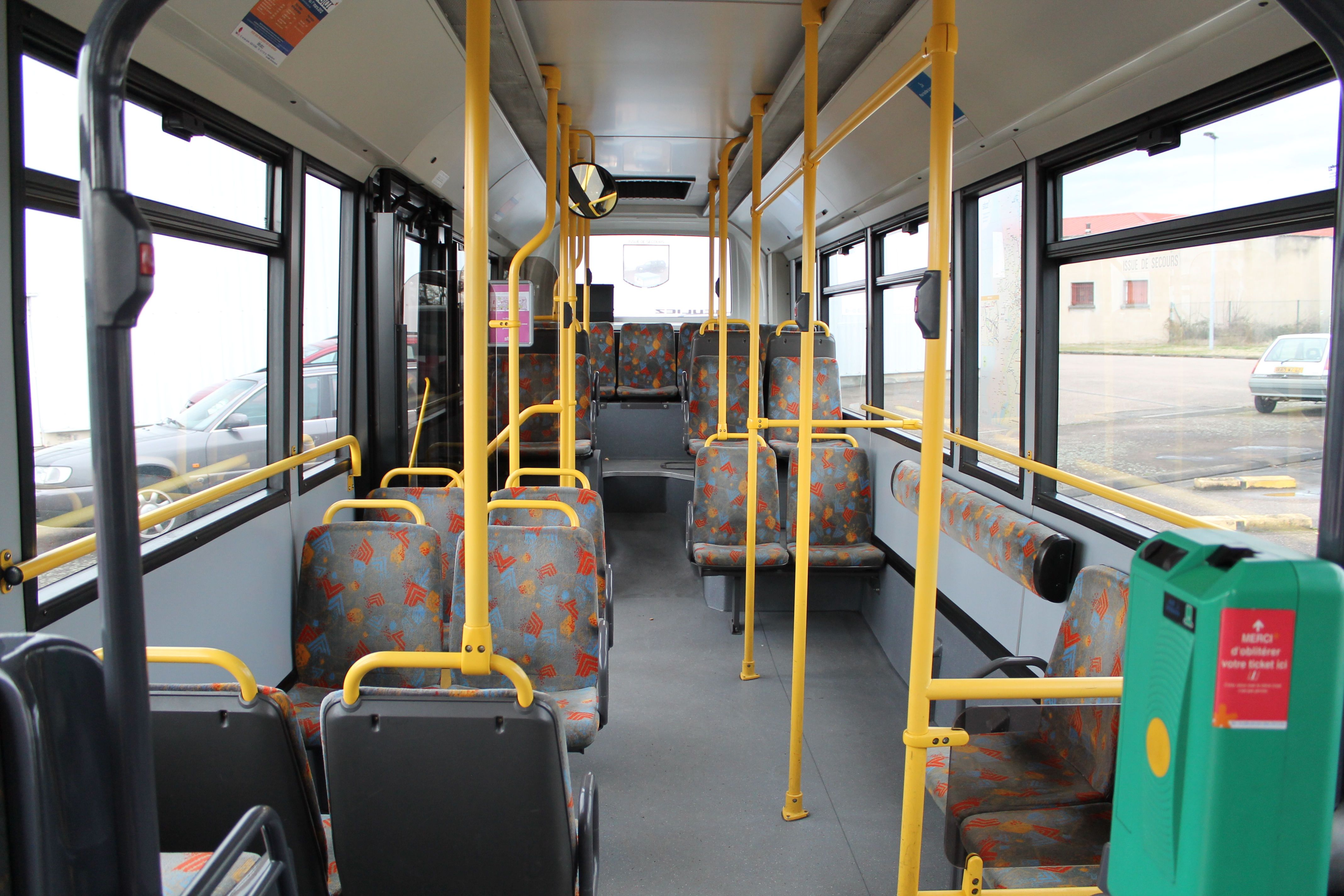

## Typologie

### Versions

#### Autocar scolaire
Véhicule affecté au transport scolaire (circuit (service public) et location (tel que des piscines, cinéma ou autres)). Aucun passager ne doit être transporté debout (sauf adulte autorisé lorsque le véhicule roule en PTU). Il est, généralement, dépourvu de rack à bagage, rideau, climatisation (ex : Iveco Bus Crossway Pop).

#### Autocar interurbain
Véhicule destiné au transport interurbain (ligne départementale et régionale). (ex : Iveco Bus Crossway Line, Iveco Bus Evadys Line ).

#### Autocar Grand-Tourisme
Grand-Tourisme (ou GT) est une désignation qui englobe plusieurs versions :
- Autocar haut de gamme interurbain : véhicule affecté à des lignes régionales et nationales. (ex : Iveco Bus Crossway Pro, Iveco Bus Magelys Line) ;
- Autocar d’excursion : véhicule affecté à des locations de courte durée telles que des visites de parc d'attraction, château, zoo, etc. (ex : Iveco Bus Evadys Pro) ;
- Autocar de tourisme : véhicule affecté à des locations de longue durée telles que des visites d'autres pays, etc. (ex : Iveco Bus Magelys Pro,) ;
- Autocar privé : véhicule affecté au transport de personnalités telles que des joueurs de foot, etc. (ex : Iveco Bus Magelys Lounge).

#### Autocar urbain / à plancher bas
Les autocars urbains sont assez rares. Un aménagement sera conçu dans le véhicule afin de pouvoir mettre des passagers debout. (ex : Renault Tracer de ville).
Pour les planchers bas, également appelés « Low Entry », un caisson aménagé dans le châssis permet d'avoir un couloir et un espace en face des portes plus bas que le reste du plancher ; la plupart des sièges sont installés en hauteur. Une marche à monter pour entrer dans le bus, puis une marche pour prendre place sur un siège, ou bien un couloir en rampe montante. Il n'existe actuellement que deux véhicules de ce type : l'Iveco Bus Crossway LE et les Setra S 415 / 416 / 418 LE business.

### Gabarit

#### Car court
Faisant une longueur d'environ 10 mètres.

#### Car standard
Un autocar dit « standard » est un car faisant une longueur allant de 11 mètres (standard court) à 13 mètres (standard long). Ils ont une capacité assise allant de 55 à 63 passagers.

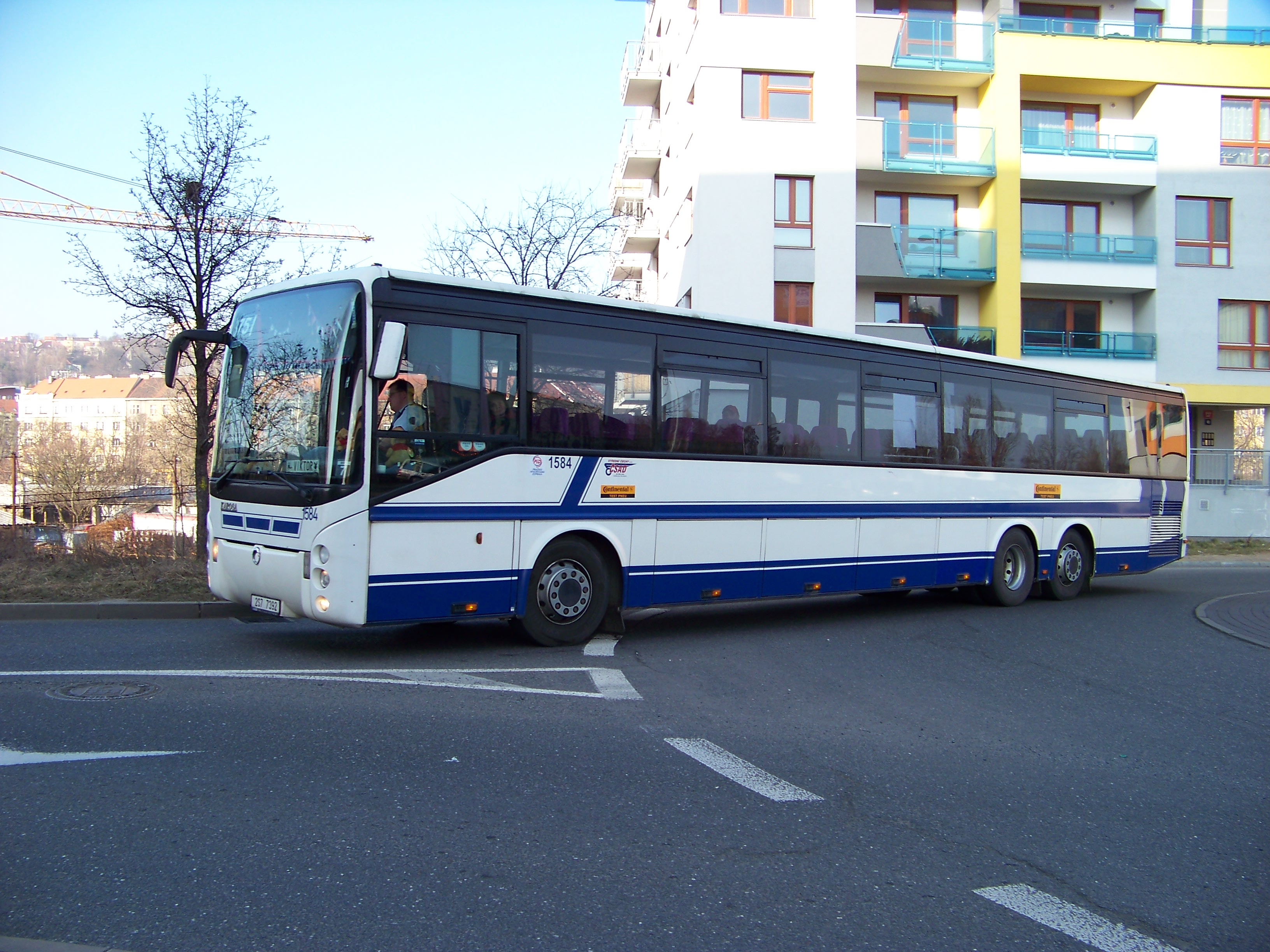
Irisbus Ares double essieu.

#### Car à double essieu
Double essieu arrière. Faisant une longueur allant de 14 à 15 m.

#### Car articulé
L'autocar articulé (autrement appelé accordéon) est un car constitué de deux parties rigides reliées entre elles par un axe de pivotement. Sa longueur varie de 17 à 20 mètres. Il peut être à étage mais cela reste assez rare du fait de son coût.

### Capacités
Les autocars peuvent accueillir de 10 à 93 places selon les véhicules, pouvant aller des minibus aux autocars de type double étage.
En France, le nombre d'autocars de plus de 60 places augmente[réf. non conforme] :
Pour des raisons techniques, il est temporairement impossible d'afficher le graphique qui aurait dû être présenté ici.

### Accessibilité
Les véhicules peuvent être équipés d'un emplacement PMR (Personne à Mobilité Réduite) qui se traduisent par un espacement entre les sièges accrus ou UFR (Utilisateur de Fauteuil Roulant) qui permettent l'accès au transport aux usagées qui sont en fauteuil roulant.

### Motorisation
En France, où la quasi-totalité des 67 000 autocars en circulation roulent au diesel, la loi de transition énergétique impose qu'à compter de 2020 la moitié des renouvellements de parc des services conventionnés, et la totalité à partir de 2025, se fasse au moyen de véhicules à faible émission : diesel Euro VI (12 % de la flotte actuellement), électricité ou gaz. Mais l'offre reste peu fournie : un importateur alsacien propose des cars électriques chinois, que leur autonomie limitée (300 km) destine aux transports urbains ou scolaires ; Iveco produit bus et cars au gaz naturel véhicule (GNV), avec une autonomie de 600 km. Les constructeurs proposent aussi des carburants bio-carburants comme le HVO et l'Oleo 100  dont l'impact environnemental est réduit.

## Services

### Service interurbain

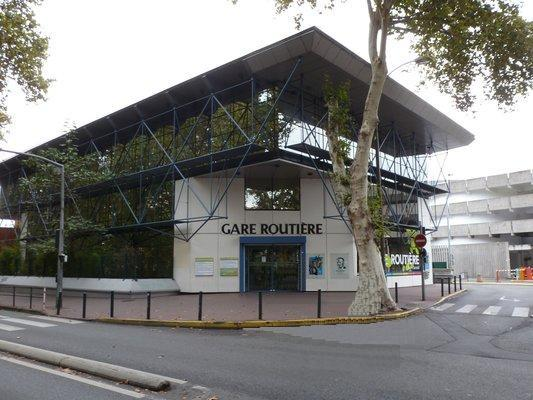
La gare routière de Toulouse, terminus de nombreuses lignes interurbaines.

Le transport interurbain par autocar concerne les services de lignes régulières sur les trajets entre communes. Le transport interurbain exploite également les gares routières. L'opérateur peut également être appelé « conducteur-receveur » en assurant lui-même la vente des titres de transport.
Comparé au chemin de fer, le transport en autocar présente l'avantage de prix d'appels avantageux, et l'inconvénient de temps de transport plus long.
Par exemple, un Paris-Nantes dure aux alentours de 4h40 en autocar contre 2h11 en TGV.
Ces réseaux low-cost ciblent les jeunes de moins de 30 ans, les familles monoparentales, et les jeunes seniors. Il est prévu que ces réseaux deviennent la propriété de grands trusts nationaux ou internationaux.

#### En France
En France, à partir de septembre 2015, la loi dite loi Macron permet l'ouverture de lignes régulières d'autocar en France pour des trajets nationaux supérieurs sans autorisation à 100 kilomètres.
Les principales compagnies d'autocar longue distance en France sont les suivantes : FlixBus et BlaBlaCar Bus (ex Ouibus).
Les milieux informés considèrent qu'en termes de temps de parcours, le car aura des difficultés à concurrencer le train sur les liaisons directes (exemple : Paris - Lyon - Perpignan), mais qu'il pourra être avantageux par rapport au train, là où il n'y a pas de liaison ferroviaire directe, (exemple : Lyon - Clermont-Ferrand - Bordeaux).

##### Desserte régulière
Nombre de lignes d'autocar en 2014/2015
- IDBUS (53) (59 %)
- Isilines (18) (20 %)
- starshper (8) (9 %)
- megabus (6) (6 %)
- Flixbus (5) (5 %)

En 2015, des sociétés ont annoncé leurs futures dessertes de liaisons comme Toulouse-Paris, Paris-Lyon, ou Allemagne-Mulhouse-Lyon-Montpellier-Perpignan-Catalogne.
Ces dessertes permettent de relier les gares routières de la région parisienne, notamment Paris Charles-de-Gaulle, Paris-Bercy et Paris-Porte de Bagnolet.
Principales dessertes nationales (du sud au nord)
- Perpignan (2) - Narbonne - Béziers - Montpellier (4) - Nîmes (3) - Avignon (2) - Montélimar - Valence - Lyon (4) - Chalon-sur-Saône - Beaune - Dijon - Auxerre - Paris (4) - Lille (3) - Calais
- Toulouse (3) - Brive-la-Gaillarde - Châteauroux - Orléans - Paris (4) - Lille (3) - Calais
- Modane - Chambéry (2) - Lyon (3) - Clermont-Ferrand (2) - Limoges - Brive-la-Gaillarde - Périgueux - Bordeaux

Les autres dessertes ne sont pas assurées par plus de deux opérateurs.
Principales dessertes internationales
- Barcelone - Toulouse
- Barcelone - Perpignan - Narbonne - Montpellier
- Gênes - Nice
- Turin - Lyon
- Genève - Nice
- Zurich Fribourg Strasbourg Metz
- Francfort - Metz
- Cologne- Metz
- Liège - Reims
- Bruxelles - Paris
- Bruxelles - Lille

##### Opérateurs présents en France
(16 avril 2017).
Cinq des marques utilisées pour exploiter les autocars sont : Ouibus, Eurolines/Isilines, Starshipper, Megabus et FlixBus

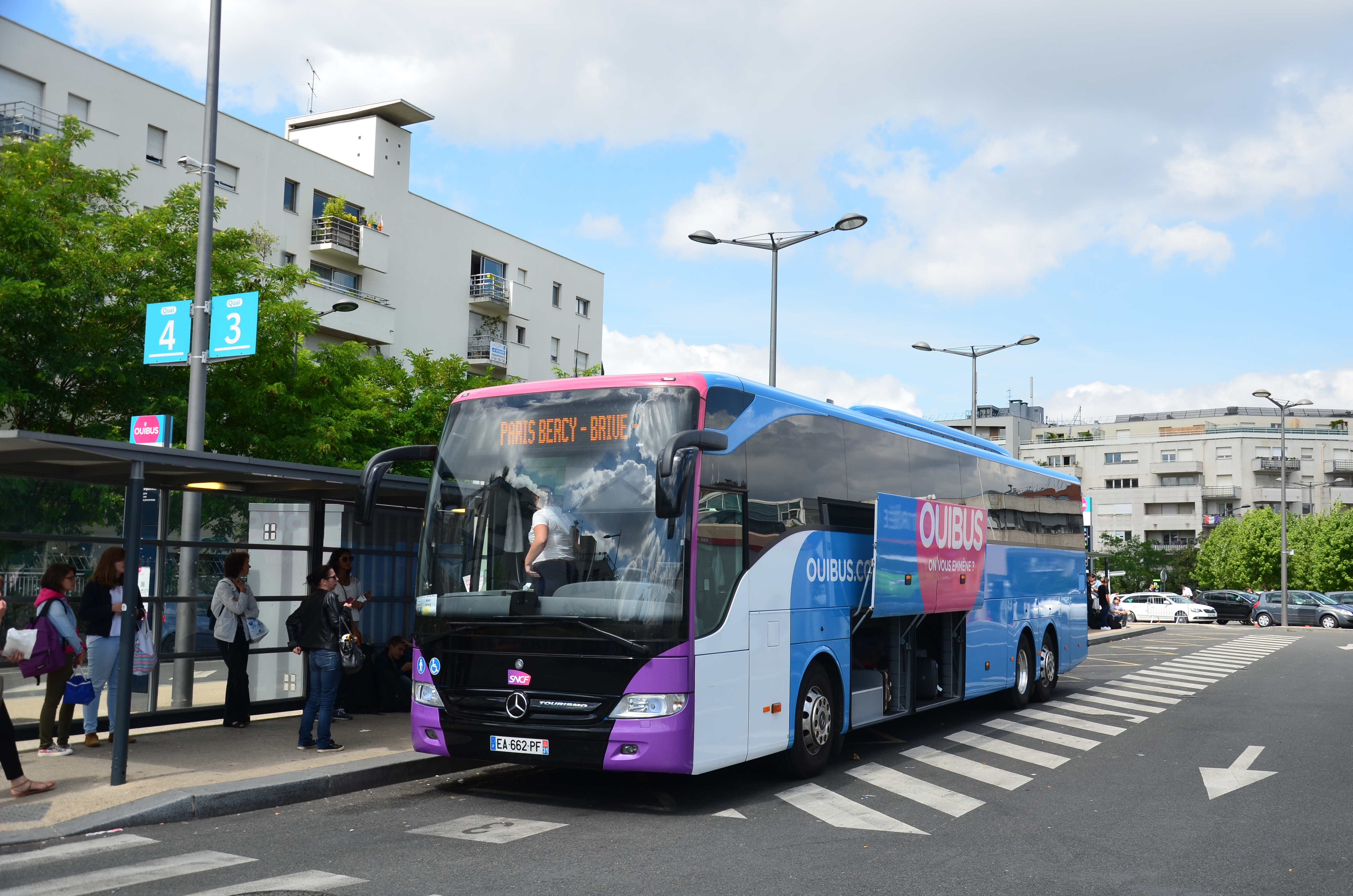
Autocar Ouibus Mercedes Tourismo à la gare routière de Paris-Bercy.

- Ouibus est une marque et une filiale de la SNCF. IDBUS existe depuis juillet 2012 et n'exploite que des liaisons de transport internationales jusqu'en septembre 2015. À l'été 2015, OUIBUS assure 53 liaisons, pour desservir 22 villes européennes (dont 9 françaises). Pour cela, elle exploite une flotte de 52 autocars, dont 46 lui appartiennent. D'après le journal les Echos, le chiffre d'affaires d'IDBUS serait de 12,7 millions d'euros en 2013, contre 27,2 milliards d'euros de chiffres d'affaires en 2014 pour la SNCF[20].
- Isilines est une nouvelle marque du groupe Transdev. Ce dernier est une filiale de la Caisse des dépôts et de Veolia environnement. Il s'appuie sur Eurolines, une autre filiale du groupe, qui transport 4 millions de voyageurs par an sur des liaisons internationales. Isilines a proposé 17 lignes nationales desservant 50 gares/villes. Les offres sont commercialisées au travers des agences de voyages. En 2014, le chiffre d'affaires de Transdev est de 6,6 milliards d'euros[20]. Vendu à Flixbus en avril 2019.
- Starshipper est une association de sociétés françaises d'autocar. Les dessertes sont partagées entre les sociétés du réseau. Après avoir lancé la liaison internationale Lyon-Turin en 2012, la société propose 8 lignes nationales en septembre 2015[20]. Le 13 juin 2016, une prise du capital de 95% est opérée par Ouibus de la SNCF pour concentrer les autocars[21],[22].

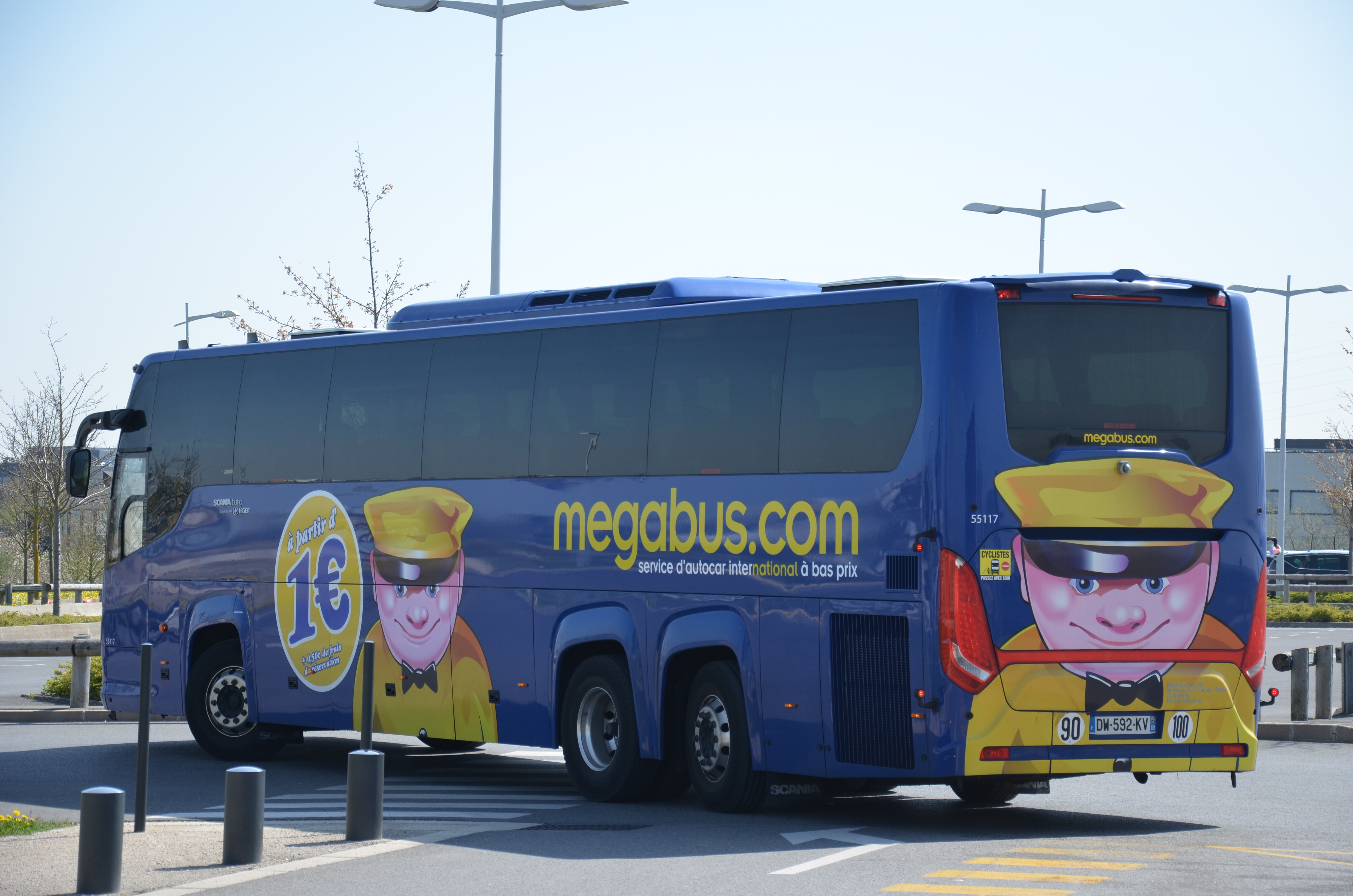
Megabus près de Reims.

- Megabus près de Reims. Megabus (société) est une filiale du groupe britannique Stagecoach, un opérateur du Royaume-Uni et des États-Unis. Depuis avril 2012, la société dessert six villes dans l'Hexagone au travers de ses lignes internationales. La société desserte des villes comme Lyon, Avignon, Montpellier, Mulhouse et Perpignan. Les nouvelles liaisons nationales annoncées le 30 août 2015 concernent neuf trajets reliant cinq villes : Mulhouse, Lyon, Avignon, Montpellier et Perpignan. En 2014, le chiffre d'affaires réalisé par Stagecoach s'élève à 4,468 milliards d'euros[20].

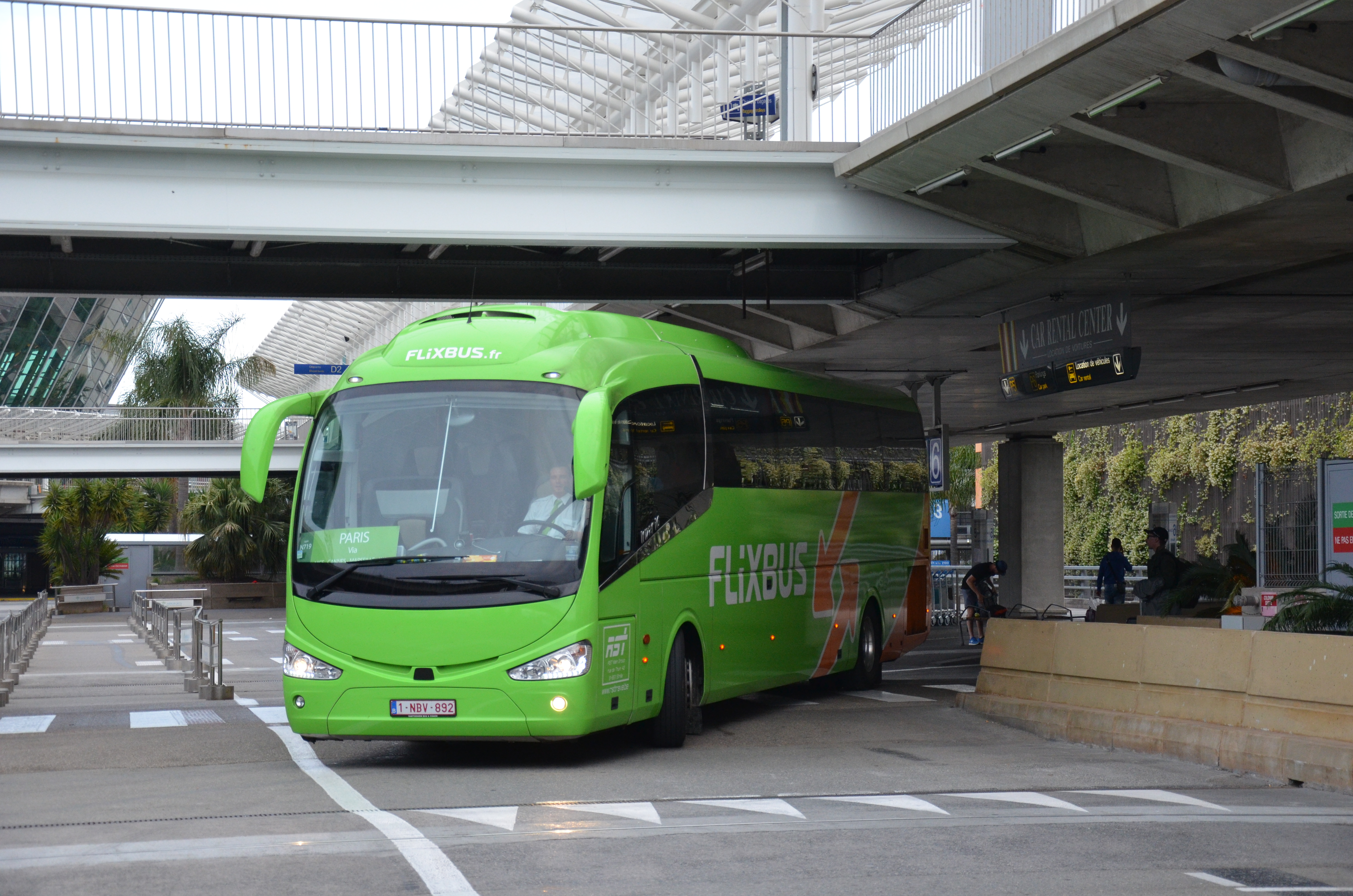
Autocar Flixbus à Nice.

- Autocar Flixbus à Nice. Le groupe FlixBus détient 75 % de part de marché en Allemagne au travers des 600 autocars exploités par les franchisés. Après la fusion des deux principaux acteurs du pays en début d'année. Le groupe est en partie détenu par le groupe Daimler. En France, le groupe souhaite développer la même stratégie qu'en Allemagne. Ce modèle consiste à déléguer à des autocaristes locaux les coûts d'achat d'autocar et de rémunération des conducteurs. De son côté, le groupe flixbus met à disposition le site en ligne qui se charge de la commercialisation, des réservations, de la planification du réseau et du marketing, ainsi que de la notation des chauffeurs. Ainsi, pour se lancer en France, le groupe a prévu des accords avec une vingtaine d'autocaristes français. Dans ce cadre, une ligne intérieure entre Paris et Bourges est ouverte le 3 septembre 2015[20]. Dans ce même cadre, la société flixbus a également passé une alliance avec la société tarn-et-garonnaise jardel, du nom de son patron, Xavier Jardel, pour desservir la ville de Toulouse. Dès octobre 2015, quatre lignes seront ouvertes, à destination de Paris, Nantes, Lyon et Marseille[23]. Le 22 octobre 2015, Flixbus a lancé cinq nouvelles lignes nationales et transnationales vers le Nord de l'Italie[24] :
  - Angers - Le Mans - Paris
  - Strasbourg - Colmar - Mulhouse - Belfort - Besançon - Lyon - Saint-Étienne
  - Dijon - Auxerre - Paris
  - Dieppe - Le Havre - Rouen - Paris - Lyon - Grenoble
  - Bordeaux - Clermont-Ferrand - Lyon - Turin - Milan
 Pendant les premiers cinq mois depuis leur lancement en France, les FlixBus ont transporté plus de 70 000 passagers à travers l'Hexagone[24].

#### En Belgique
En Belgique, le réseau de lignes régulières nationales d'autocar est géré par deux sociétés :
- l'Opérateur de transport de Wallonie connue sous le nom de TEC (Transport En Commun) ;
- la société De Lijn.

#### En Allemagne
Les lignes régulières d'autocar en Allemagne ont été libéralisées depuis le début de 2013 en grande partie. Jusqu'à la fin de 2012, les Lignes régulières d'autocar n'étaient pas ouvertes aux voyageurs à l'intérieur de l'Allemagne à quelques exceptions près. La législation a changé avec la nouvelle approche liée à la fin de la subvention par les lands du transport ferroviaire régional, cf la loi §42a relative au transport des voyageurs (PBefG).

### Tourisme
Le transport de tourisme par autocar assure des services occasionnels ou des voyages, parfois internationaux. Les différents types de trajets (court ou long) conduisent à différents niveaux de confort.
En France, cela a donné lieu à l’obligation du classement des autocars entre 2002 et 2012, par l'Union pour le classement des autocars de tourisme (UCAT).

### Sociétés de transport
Certaines sociétés commerciales sont spécialisées sur ce type de transport, au niveau régional, national, ou international.
- Autobús interurbano de Cataluña (es)
- FlixBus possède également / Eurolines (Vinci) / Isilines
- Transdev
- National Express Group
- Greyhound Australia / Greyhound Lines
- RATP Dev
- Intercape
- ALSA
- Keolis
- BlaBlaCar / Ouibus

## Droit

### Cadre législatif et réglementaire
Le cadre législatif et réglementaire dépend du pays.
Dans les pays du CEE-ONU, le règlement 107 "Prescriptions uniformes relatives à l'homologation des véhicules des catégories M2 ou M3 en ce qui concerne leurs caractéristiques générales de construction" s'applique aux véhicules M2 et M3, s'est à dire permettant de transporter huit passagers en plus du conducteur.

#### En France
En France, la loi d'orientation des transports intérieurs a réparti l'organisation des transports en commun entre différentes autorités organisatrices (loi no 82-1153 du 30 décembre 1982, modifiée plusieurs fois).
En septembre 2015, la ceinture de sécurité et l'éthylotest anti-démarrage deviennent obligatoires.
Le non port de la ceinture par un passager peut l'exposer lui ou ses parents s'il est mineur à une amende de 135 euros.

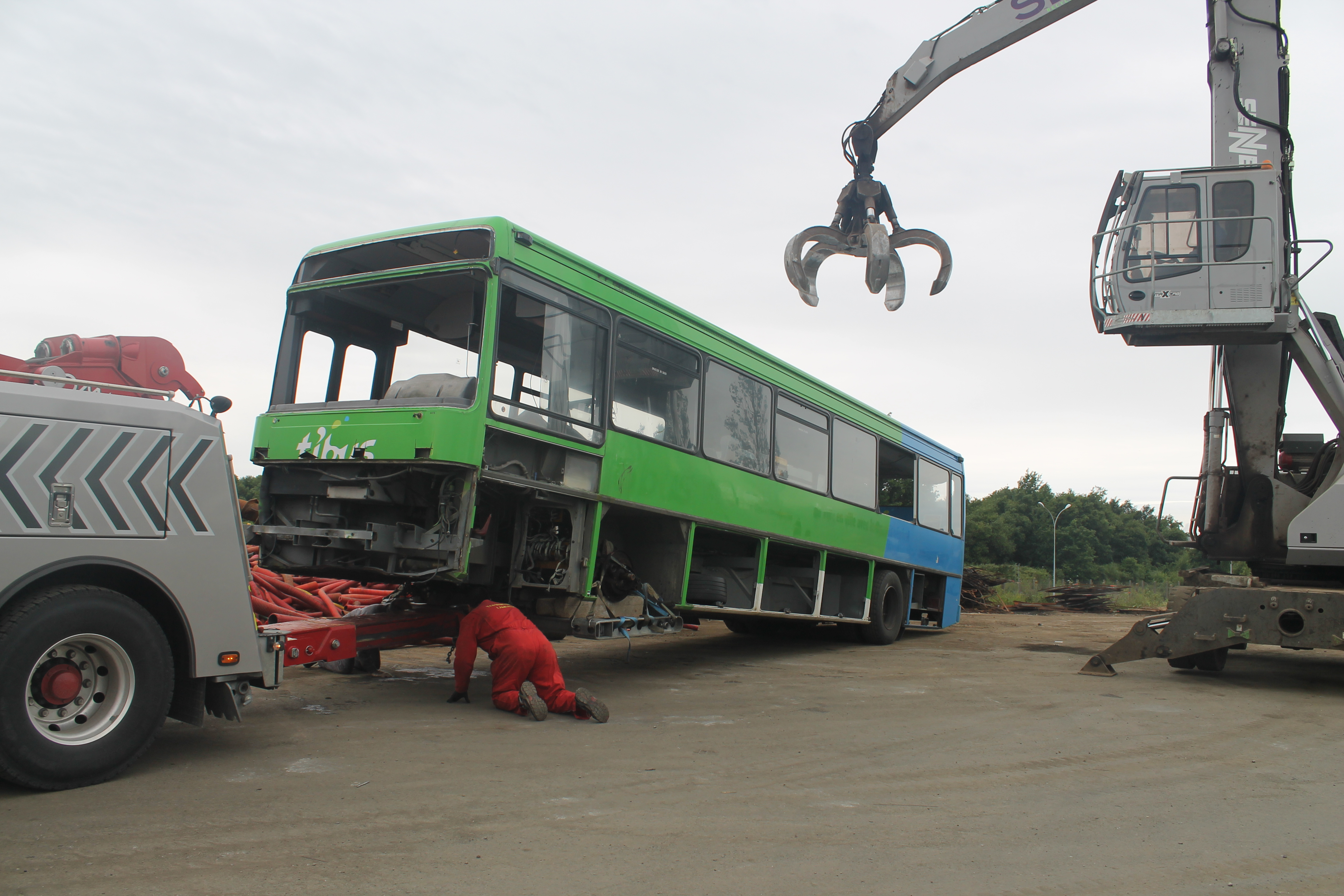
Destruction d'un Renault Tracer datant des années 1990.

Les véhicules de transport routier de personne sont la plupart réformés au bout de 15 à 18 ans de services. Ils sont ensuite détruits ou revendus dans d'autres pays.

### Réglementation européenne
La réglementation européenne, notamment le règlement (UE) no 181/2011 définit différents points comme :
- non-discrimination fondée sur la nationalité en ce qui concerne les tarifs ;
- traitement non discriminatoire des personnes handicapées et des personnes à mobilité réduite ;
- communication d’informations adéquates et accessibles à tous les passagers ;
- dispositif de traitement des plaintes ;
- organismes indépendants chargés de faire appliquer le règlement et d’imposer des sanctions ;
- indemnisation en cas de décès ou de blessure, de perte ou de détérioration de bagages, résultant d’un accident de la route ;
- assistance gratuite spécifique pour les personnes handicapées.

#### Réglementation des retards et annulations
L'indemnisation des retards est réglementée par l'Union européenne comme suit:
- remboursement intégral du prix du billet ou réacheminement en cas de surréservation, d’annulation ou de retard de plus de 2 heures ;
- indemnisation à hauteur de 50 % du prix du billet en cas de retard de plus de 2 heures par rapport à l’heure de départ prévue ou d’annulation de voyage ;
- assistance adéquate (collations, repas, rafraîchissements et, le cas échéant, hébergement) en cas d’annulation ou de retard de plus de 90 minutes.

#### Réglementation sociale européenne
Cette réglementation consiste à avoir mis en place un système de temps de conduite et de repos à respecter. Cela se présente ainsi : temps de conduite journalier : 9 heures avec une interruption minimum de 45 minutes au bout de 4 h 30 de conduite. Cette interruption est fractionnable en 15 + 30 minutes (dans cet ordre).
Cette même interruption est réduite à 4 heures entre 21 h et 6 h. Il est possible de conduire 10 heures deux fois par semaine. Le temps de conduite maximum sur une semaine est de 56 heures ou/et 90 heures sur deux semaines. Le repos journalier doit être de 11 heures consécutives ou fractionné en 3 heures et 9 heures, soit douze heures, et le repos hebdomadaire de 45 heures. Celui-ci peut être réduit jusqu'à 24 h si les heures manquantes sont rajoutées à un autre repos hebdomadaire ou à un repos journalier dans les trois semaines.
Il faut obligatoirement qu'un repos hebdomadaire sur deux soit de 45 heures. Le repos journalier peut être réduit à 9 heures trois fois par semaine. En transport national et international, il est autorisé de conduire six jours consécutifs au maximum (règlement européen 561/2006).

## Sécurité routière
Les bus et les autocars représentent le plus sûr moyen de locomotion routier, cependant, chaque année 20 000 bus et autocars européens sont impliqués dans des accidents, blessant 30 000 personnes, dont 150 décès.

### Accidents

#### Accidents en Europe
En 2019, l'union européenne compte 521 tués dans une collision impliquant un autobus ou un autocar dans l'union européenne soit 2% des tués dans un accident de la route sur l'union européenne.
| Pour des raisons techniques, il est temporairement impossible d'afficher le graphique qui aurait dû être présenté ici. |
| Sources gouvernementales + source ONISR bilan 2018.                                                                    |

| Pour des raisons techniques, il est temporairement impossible d'afficher le graphique qui aurait dû être présenté ici. |
| Sources Union européenne                                                                                               |

Le pays de l'UE le plus confrontés à la mortalité des autocars et autobus est la Bulgarie: 5 tués par millions d'habitants dans un accident impliquant un autobus/autocar, et 6% de la mortalité routière du pays
- 10 novembre 1957 : Saint-Paul, Île de la Réunion, France - 25 tués : l'Accident des rampes de Saint-Paul est un accident de la circulation survenu sur une route en lacets surplombant le centre-ville de Saint-Paul, l'une des sous-préfectures de l'île de La Réunion. Provoqué par la rupture des freins d'un autocar dans une pente, il entraîne la mort de vingt-sept personnes et marque durablement la mémoire collective de ce département d'outre-mer français de l'océan Indien.
- 15 juillet 1969 : Belgique - 21 tués : l'accident de bus de Dinant est un accident de la route qui s'est produit à Dinant (province de Namur), lorsqu'un autobus fit une sortie de route dans la Meuse. Le bilan fut de vingt-et-un morts et quatre rescapés. C'est l'un des accidents routiers les plus mortels de Belgique.
- 1982 : France (accident de Beaune), 53 morts concernant 2 autocars se suivant venant de Crépy-en-Valois. En France, cet accident conduit à limiter légalement la vitesse par temps de pluie : la vitesse maximale est fixée à 110 km/h sur autoroute et 80 km/h sur route nationale.
- Mai 2003 : France (Lyon), 28 morts sur 74 personnes transportées[30]
- Juillet 2007 : France, 26 morts[30]
- 2 juin 2008 : France - 25 tués : l'Accident d'Allinges est une collision survenue au passage à niveau de Mésinges, sur le territoire de la commune d'Allinges, dans le département français de la Haute-Savoie entre un autocar transportant des collégiens de la région resté bloqué sur la voie et un train TER qui assure la liaison entre Évian-les-Bains et Genève. La violente collision fait 7 morts et 25 blessés, dont 4 grièvement.
- Novembre 2008 : Allemagne, 20 morts[30]
- Mars 2009 : Russie, 25 morts[30]
- Juillet 2009 : Russie, 25 morts[30]
- Septembre 2010 : Allemagne, 13 morts[30]
- Octobre 2010 : Ukraine, 42 morts[30]
- Décembre 2011 : Turquie, 25 morts[30]
- Mars 2012 : Suisse, 28 morts[30]
  - 13 mars 2012 à 21 h 15 : près de Sierre dans le canton du Valais en Suisse: 28 tués: l'Accident du tunnel de Sierre s'est produit dans le tunnel de Sierre sur l'autoroute A9 . Un autocar, ramenant des écoliers et leurs accompagnateurs en Belgique après des classes de neige,heurte de plein fouet une paroi du tunnel. Sur les 52 occupants de l'autocar, 28 personnes, dont 22 enfants, sont tués.
- 21 mai 2012 : Qafa e Vishës, Albanie : plusieurs tués dans l'Accident de bus de Qafa e Vishës près d'Himarë en Albanie un autobus a fait un plongeon de 80 mètres dans un ravin. La plupart des victimes étaient des étudiants de l'université Aleksandër Xhuvani d'Elbasan. Le conducteur du car a également été tué dans l'accident. Les étudiants faisaient un voyage entre Elbasan et Saranda.
- Janvier 2013 : Portugal, 11 morts[30]
- Juillet 2013 : Italie, 39 morts[30].
- Août 2013 : France, accident d'un autocar transportant 44 passagers sur l'autoroute A9, dans l'Aude : deux morts et une trentaine de blessés. L'autocar assurant une desserte régulière Marseille-Murcia, pour le compte de la société Eurolines. Les trois conducteurs étaient de nationalité espagnole, française et ukrainienne[31].
- Juillet 2014 : Allemagne (Dresde), neuf morts et 43 blessés. Trois cars sont impliqués: deux Polonais et un Ukrainien. Un des autocars à deux étages assurait une liaison régulière et transportait 65 personnes au profit de la société polonaise Sindbad[32].
- Octobre 2014 : France (autoroute A64 à hauteur de l'aire de repos de Pic du midi Nord), un mort et 11 blessés dans un accident impliquant un car[33].
- Juillet 2015 : France, 6 blessés grièvement[34].
- 23 octobre 2015 : France (Puisseguin), 42 à 43 morts dans une collision entre un autocar et un camion. (voir Accident de bus de 2021 en Puisseguin)
- 10 février 2016 : France (Doubs), 2 adolescents tués lors d'une sortie de route d'un car scolaire.
- 11 février 2016 : France (Rochefort-sur-Mer), 6 tués dans un accrochage entre un autocar scolaire croisant un camion benne. Une ridelle s'est soudain ouverte à l'horizontale et va lacérer un côté de l'autocar sur toute sa longueur.
- 14 décembre 2017 : France (Millas, Pyrénées-Orientales), 6 tués : l'Accident de Millas est une collision survenue sur un passage à niveau de la commune de Millas, dans le département français des Pyrénées-Orientales, entre un autocar transportant des collégiens et une rame automotrice TER, qui assure la liaison entre les gares de Villefranche - Vernet-les-Bains et de Perpignan. L'autocar est coupé en deux et le bilan à 30 jours est de six morts parmi les adolescents, sans compter les blessés.
- 26 mai 2018 : France, (autoroute A7 à Chantemerle-les-Blés (26)), accident d'un autocar roulant seul à 97 km/h est provoqué par l'usure d'une pneumatique et aggravé par l'absence du port de la ceinture de sécurité. Le BEA-TT recommande à l'association Travaux de normalisation du pneumatique pour la France (TNPF) la vérification visuelle de l'état intérieur des pneumatiques à l'occasion de tout démontage, à la Direction générale de l'énergie et du climat de modifier le règlement CEE-ONU n° 54 pour des pneumatiques résistants aux chocs extérieurs, à la Fédération nationale des transports de voyageurs de rappeler l'obligation du port de la ceinture de sécurité pour les passagers et également les conducteurs[35].
- 23 novembre 2021 : Bulgarie, un autocar immatriculé an Macédoine du Nord brûle sur l'autoroute à proximité de Sofia. 45 ou 46 personnes sont tuées, 7 rescapées[36]. (voir Accident de bus de 2021 en Bulgarie)
- 6 aout 2022: Croatie, environ 11 tués : Un autocar immatriculé en Pologne sort de l'autoroute. Environ 34 blessés. Le conducteur aurait pu s'endormir[37],[38].

- Rampe de Laffrey : cette descente connaît de très nombreux accidents routiers. De 1946 à 2007, on compte au moins cent-cinquante morts[39]. C'est l'une des portions de route les plus meurtrières de France[40].

##### Accidents en Turquie
Samedi 20 aout 2022, sur une autoroute Otoyol 52 entre Gaziantep et Nizip, sud-est de la Turquie, un sur-accident provoqué par un autocar implique une ambulance, une équipe de secours, un camion de pompiers et un véhicule d’une équipe de journalistes. L'accident compte 16 tués dont quatre secouristes, trois pompiers et deux journalistes. Vingt-deux autres personnes ont été blessées.

#### Accidents en Afrique
- Accident d'Aïn Snoussi, Tunisie
- Accident de bus à Assouan, Egypte
- mercredi 17 aout 2022, au Maroc, à l'est de Casablanca, un autocar reliant Casablanca et Aït Aatab, près de la ville de Béni Mellal, se renverse dans un virage sur une route nationale dans la province de Khouribga. Bilan provisoire: 23 personnes tués et 36 blessées. C'est l'un des drames de la circulation les plus meurtriers du pays. L'autocar est très utilisé dans le Transport au Maroc[42]

#### Accidents en Asie
- Accident de bus à Anshun
- Accident du 22 avril 2018 en Corée du Nord
- Accident du 23 décembre 2019 en Indonésie
- Accident du 28 octobre 2018 à Chongqing

##### Accidents en Russie
En décembre 2019, dans la région de Zabaïkalsk, en Sibérie, un bus fait une sortie de route et chute dans une rivière gelée. Bilan: 19 tués et 21 blessés.
En janvier 2022, dans la région de Riazan, à environ 270 kilomètres au sud de Moscou. Bilan: cinq tués et 21 blessées.
Dimanche 21 août 2022, dans la région d’Oulianovsk (Volga), un carambolage se produit entre un minibus et deux camions. Bilan: Seize personnes tuées.

#### Accidents en Amérique
- Accident de bus du 26 novembre 2021 au Mexique

### Ceinture de sécurité
Pour le BEA-TT, la gravité des blessures constatées dans les accidents d'autocars est due au non-port de la ceinture de sécurité, dans des accidents comme les accidents de Porte-Puymorens, Quimper, Sausheim, Einville-au-Jard, Montflovin, Charolles, Manciet, Chantemerle-les-Blés,

« Le BEA-TT relève, suite aux enquêtes menées dans le cadre d'accidents de véhicules de transport en commun, que les passagers qui n'ont pas attaché leur ceinture de sécurité sont systématiquement blessés, souvent gravement, et parfois décèdent malheureusement. »

— BEA-TT,

### Incendies
La France n'a pas de statistiques sur les risques d'incendie d'autocars.
Le Royaume-Uni a connu 302 incendies d'autobus ou d'autocars chaque année entre 2014 et 2019 en moyenne.
Aux États-Unis, le nombre annuel d'incendies est de 201 pour les autocars et 379 pour les autobus scolaires (soit un total de 580) ; cela correspond respectivement à 4,6 autocars et 0,7 autobus scolaires pour 1 000 véhicules de chaque catégorie, sur la période 2004-2013.
En Suède, 104 incendies surviennent chaque année sur des transports en commun en situation commerciale, soit 0,76 % du parc de véhicules.

## Constructeurs
- Alfa Romeo
- Astra Bus
- Autosan
- Berliet
- Bredabus
- BredaMenarinibus
- Cacciamali
- Chausson
- Dalla Via
- Fiat
- Heuliez
- Industria Italiana Autobus
- Inbus
- Iveco
- Irizar
- Jelcz
- MAN
- Menarini Bus
- Mercedes-Benz Bus
- Neoplan
- Noge
- OM
- Orlandi
- Otokar
- Padane
- Magirus-Deutz
- MAN
- Marcopolo S.A.
- NAVECO
- Neoplan
- Rampini
- Renault
- Saviem
- Setra
- Solaris Bus & Coach
- Solbus
- Scania
- Société nationale des véhicules industriels (SNVI)
- TEMSA
- Van Hool
- VDL Groep (Berkhof, Bova, Jonckheere)
- Viberti
- Volvo Buses
- Yutong